# Alexander Maes
Alexander Maes (* 1. April 1901 in Ekeren; † 30. Dezember 1973 in Zwijndrecht) war ein belgischer Radrennfahrer.
Maes war Rennrad-Profi von 1924 bis 1933. In dieser Zeit konnte er neun Einzelsiege verzeichnen, die meisten allerdings bei so genannten Kirmesrennen. Zu seinen bedeutenderen Erfolgen gehörten der Sieg bei Paris–Menin (1925), bei Schaal Sels Merksem (1928) als auch der Sieg bei dem erstmals ausgetragenen Rennen Nationale Sluitingsprijs 1929.